# 布羅克利
布羅克利（Brockley）是南倫敦的一個地區，屬於劉易舍姆倫敦自治市，位於查令十字東南5英里（8）。布羅克利在1965年被劃入大倫敦地區。